# Castello di Baratonia
Il castello di Baratonia di Varisella (anche noto localmente come Castlass) è un edificio fortificato medievale in rovina del Piemonte, situato in comune di Varisella. Fu il centro della potente Viscontea di Baratonia.

## Descrizione

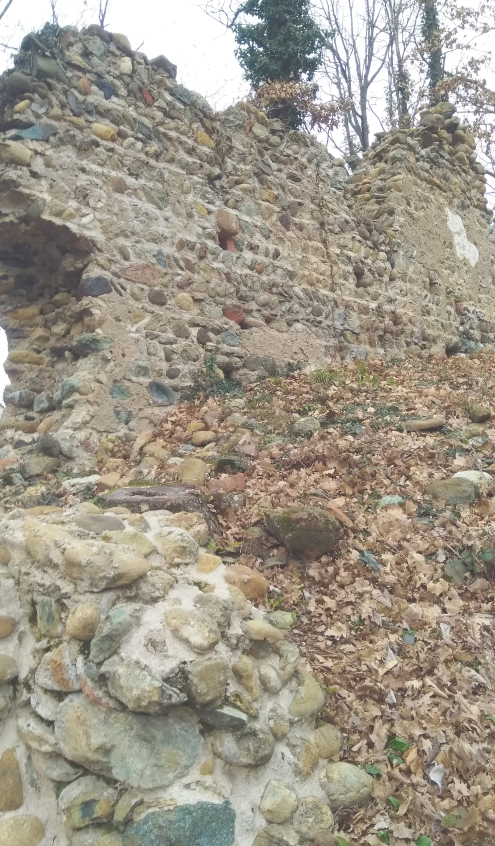
Strutture murarie del castello nel 2019

Le rovine del castello si trovano su una modesta altura in una zona boscosa presso il confine meridionale del comune di Varisella, non lontano dalla frazione Baratonia. Dall'analisi dei resti del complesso fortificato si ricava che questo fosse circondato da un recinto esterno realizzato per proteggere la sommità della collina. Al suo interno si trovavano una cappella in stile romanico la cui abside, semicircolare, era rivolta verso est. Il nucleo difensivo centrale del castello era costituito da un dongione, che assolveva anche una funzione abitativa. Nei circa cinque secoli di utilizzo la configurazione del complesso dovette mutare varie volte, subendo successive ristrutturazioni a seguito dell'evolversi delle esigenze dei suoi possessori. Vari reperti rinvenuti nel corso di decenni di scavi e di indagini archeologiche nell'area del castello sono conservati nell'Antiquarium del castello di Baratonia, situato nel capoluogo di Varisella e inaugurato nel 2011. Si tratta in particolare di stoviglie e materiale ceramico quattrocentesco, resti di mortai in pietra, di armi e vari altri reperti metallici. Sono inoltre esposti i resti delle pitture che decoravano la cappella del castello, risalenti all'XI secolo.  Le rovine del castello possono essere raggiunte a piedi in pochi minuti seguendo un sentierino a partire dalla sottostante cappella di San Biagio.

## Storia

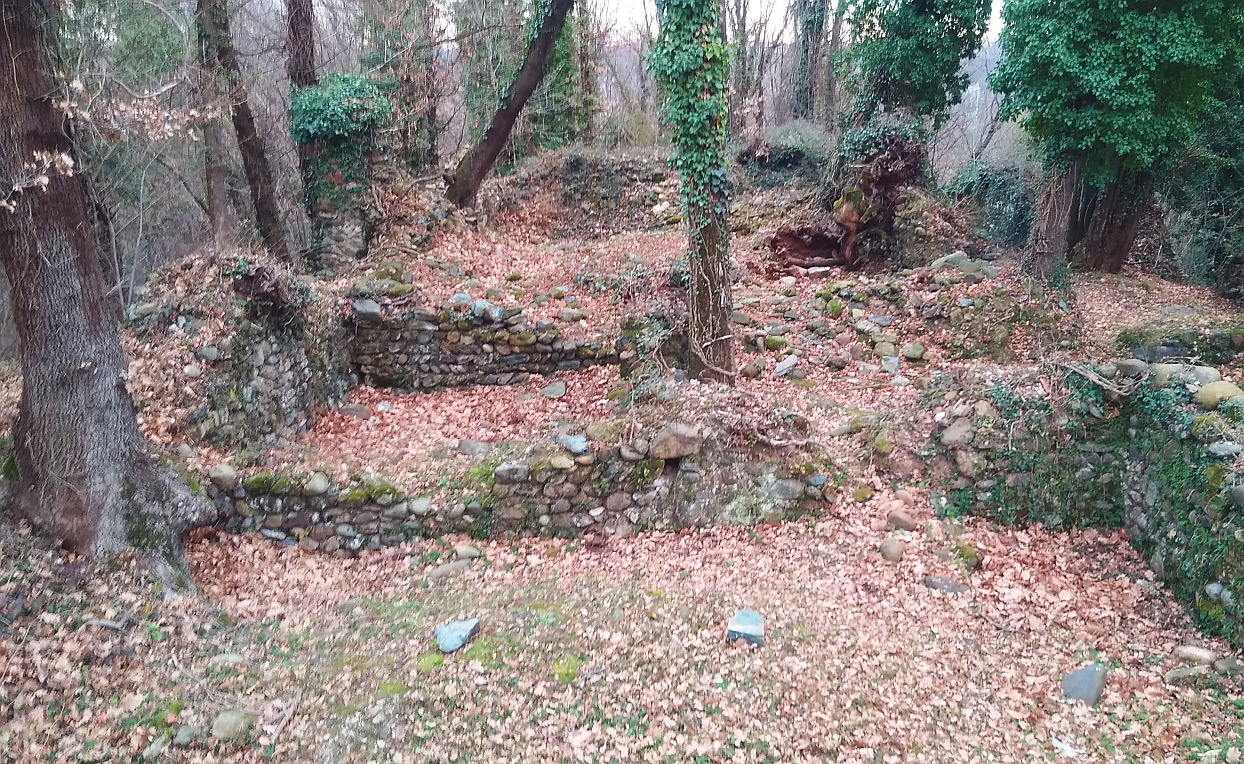
Vista dei ruderi del castello

Il primo documento nel quale il castello viene menzionato risale al 1090, quando però l'edificio doveva presumibilmente essere già stato costruito da alcuni decenni. La documentazione successiva conserva traccia dei vari passaggi di proprietà all'interno della famiglia dei Baratonia. Il complesso a metà del XIV secolo aveva probabilmente perso la sua funzione bellica ed era considerato come una residenza nobiliare. Poco dopo la metà del Trecento viene comunque danneggiato nel corso degli scontri tra le truppe di Giacomo d’Acaia e quelle del conte Amedeo VI di Savoia. A metà del Quattrocento, con il matrimonio tra Eleonora, ultima erede dei Baratonia, e Guglielmo d'Arcour, la sede della famiglia si spostò a Fiano. Il castello di Baratonia subì quindi un progressivo processo di abbandono, venendo anche per un certo tempo riutilizzato a fini agricoli e parzialmente trasformato in ricovero per il bestiame.